# Aquacycling

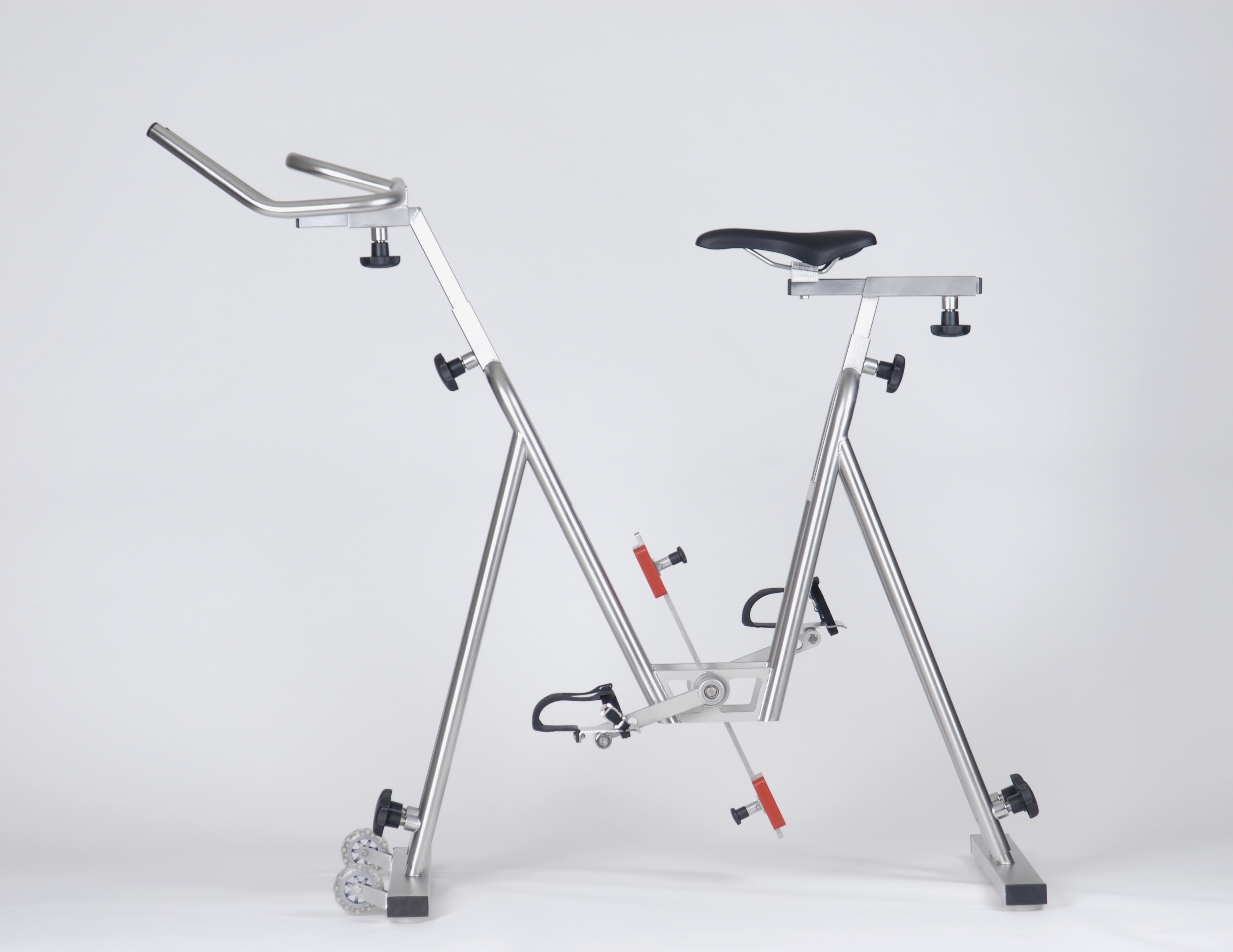
Aquabike per aquacycling.

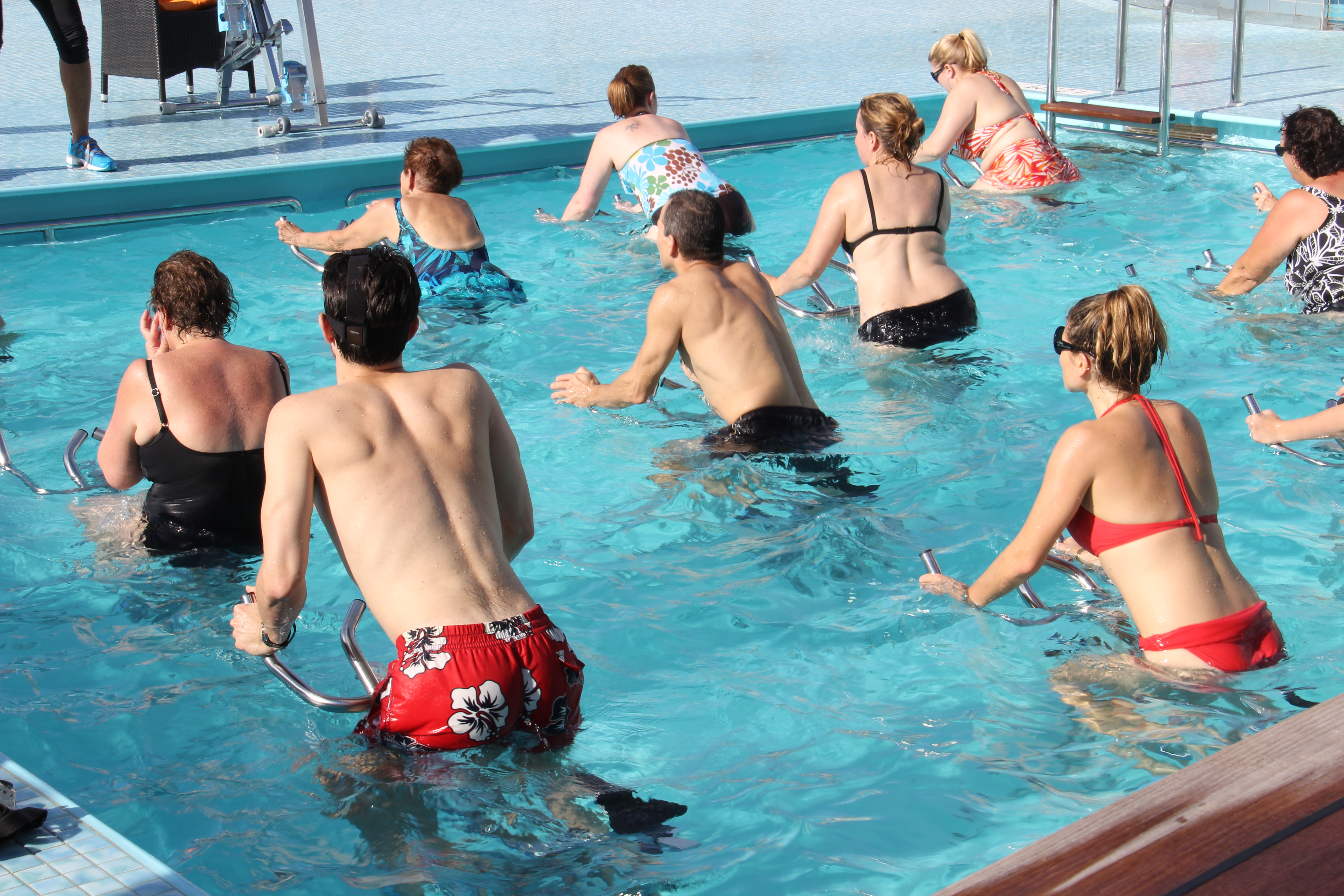
Una lezione di gruppo di Aquacycling

L'aquacycling è un'attività sportiva praticata in una piscina con una cyclette detta hydrobike, simile a quella per lo spinning ma che abbina stili di allenamento diversi che coinvolgono sia gli arti inferiori che superiori.
Questo significa facilitare la circolazione dalla zona maggiormente irrorata di sangue (le gambe) alla zona del busto e agli arti superiori.
Grazie al massaggio dell'acqua, riduce la ritenzione idrica e l'insorgere della cellulite ed è un valido strumento di riabilitazione e fisioterapia.